# Red (альбом Нино Катамадзе)
Red (рус. красный)— студийный альбом Нино Катамадзе и группы Insight, вышедший в 2010 году на лейбле Мистерия Звука.

## Об альбоме
Новая программа была представлена 26 ноября 2010 года в Крокус Сити Холле, где была сделана концертная запись, которая вскоре появится на DVD.

## Список композиций
| №   | Название     | Длительность |
| --- | ------------ | ------------ |
| 1.  | «Way to lo»  | 4:22         |
| 2.  | «Leo»        | 4:38         |
| 3.  | «Vaja»       | 5:12         |
| 4.  | «Springtime» | 6:21         |
| 5.  | «Gypsy»      | 8:02         |
| 6.  | «The road»   | 8:20         |
| 7.  | «Movaneba»   | 4:37         |
| 8.  | «Red»        | 5:54         |
| 9.  | «Autumn»     | 5:07         |
| 10. | «Nikusha»    | 1:44         |

## Участники записи
- Нино Катамадзе — вокал, родес-пиано
- Гоча Качеишвили — электрогитара, акустическая гитара, синтезатор
- Давид Абуладзе — ударные, синтезатор, рояль
- Уча Гугунава — бас-гитара
- Никуша Лоладзе — голос

Специальные гости
- Ниаз Диасамидзе — пандури (9)
- Анатолий Герасимов — саксофон (1)

Запись и сведение
- Гиорги Челидзе — звукорежиссёр
- Nikolas Muehe — запись
- Klaus Knapp и Nikolas Muehe — сведение
- Peter Funke — мастеринг